# Zeche Jungfer
Die Zeche Jungfer war ein Steinkohlebergwerk in Hacheney, einem Stadtteil des Dortmunder Stadtbezirks Hörde.

## Geschichte
Die Zeche Jungfer war seit 1754 in Betrieb. Es wurden die vier Flöze Jungfer abgebaut. Unter den abgebauten Flözen befand sich das hochwertige Flöz Sonnenschein der Bochumer Schichten. Das Bergwerk befand sich im heutigen Rombergpark unweit von Schloss Brünninghausen. Es gehörte zum umfangreichen Bergwerksbesitz der Familie von Romberg. 
Die Stollenzeche wurde von der Schondelle in Richtung Osten vorangetrieben. Entwässert wurde der Stollen ab 1771 durch den Christine und Schondelle Erbstollen. Das Grubenfeld wurde zur Zeche Jungfer & Christine konsolidiert. Hauptabnehmer der Kohle der Zeche Jungfer war die Saline Königsborn.